# Miguel Alves
Miguel Alves là một đô thị thuộc bang Piauí, Brasil. Đô thị này có diện tích 1393,708 km², dân số năm 2007 là 31985 người, mật độ 22,95 người/km².